# Terrazas del Pacífico
Terrazas del Pacífico är en ort i Mexiko.   Den ligger i kommunen Playas de Rosarito och delstaten Baja California, i den nordvästra delen av landet, 2 300 km nordväst om huvudstaden Mexico City. Terrazas del Pacífico ligger 94 meter över havet och antalet invånare är 141.
Terrängen runt Terrazas del Pacífico är varierad. Havet är nära Terrazas del Pacífico åt sydväst.  Närmaste större samhälle är Rosarito, 9,5 km norr om Terrazas del Pacífico. Omgivningarna runt Terrazas del Pacífico är i huvudsak ett öppet busklandskap.